# Anagnosto
Llamaban los romanos anagnostae a unos esclavos encargados de leer mientras comían. 
Cuando más en uso estuvo esta costumbre fue en tiempo del emperador Claudio, a quien gustaba mucho oír, mientras comía, alguna lectura seria. En la Edad Moderna se siguió viendo esta costumbre en algunas partes, sin hablar de los conventos y colegios, donde casi era de rigor. La molestia que ocasiona la doble ocupación de comer y leer uno mismo hace sin duda que los que acostumbraban a comer solos emplearan a una de las personas que tenían a su servicio para que leyera mientras estaban en la mesa.